# Djubéa-Kaponé
Djubéa-Kaponé és una àrea tradicional de Nova Caledònia. Es correspon amb l'extrem sud de la Grande-Terre i a l'île des Pins, i comprèn els municipis de Nouméa, encara que és capital del territori i no hi viu cap tribu, Dumbéa, Païta, Mont-Dore, Yaté i l'île des Pins. Disposa d'un consell de zona amb seu a l'edifici «Gallieni I» a 12, rue de Verdun, propera a la place des Cocotiers a Nouméa.

## Idiomes
S'hi parlen les dues llengües canac del grup sud. La principal és la nââ numèè, numèè o kaponé, parlada en diferents variants a Mont-Dore, Yaté (amb el dialecte truaùrù), l'île des Pins (kwênyii) i l'île Ouen (le wêê) per menys de 2.000 persones (1.814 parlants de més de 14 anys el 1996). L'altra llengua, el nââ drubéa o drubéa, és parlada tradicionalment pels clans i tribus de Nouméa, Dumbéa, Païta i Yaté (només la tribu Unia, situada al nord de la comuna), amb 946 parlants de més de 14 anys en el cens de 1996. Finalment, el tayo és un pidgin francès, parlat per aproximadament 600 persones de la tribu de Saint-Louis de Mont-Dore.

## Subdivisions
La zona tradicional comprèn 8 districtes tradicionals (dels que dos corresponen exactament a una comuna : l'île des Pins i Païta, tres, l'île Ouen, el districte de Le Pont-des-Français i el de Mürare - Mont-Dore, a Mont-Dore, i tres, Goro, Touaourou i Unia, a Yaté) reagrupant 19 tribus (una, Saint-Louis, és dividida entre dos districtes tradicionals), als que s'afegeixen uns 20 d'independents (no pertanyen a cap districte) a Yaté (Waho).
| Districtes tradicionals | Tribus                                                           |
| ----------------------- | ---------------------------------------------------------------- |
| Île des Pins            | Comagna, Gadji, Kéré, Ouatchia, Touété, Vao (cap), Wapan, Youati |
| Île Ouen                | Ouara                                                            |
| Pont-des-Français       | La Conception, Saint-Louis (Chefferie Wamytan)                   |
| Mürare - Mont-Dore      | Saint-Louis (xefatura Moyatea)                                   |
| Païta                   | Bangou, Col de la Pirogue - Saint-Laurent, Naniouni, N'dé        |
| Goro                    | Goro                                                             |
| Touaourou               | Touaourou                                                        |
| Unia                    | Unia                                                             |
| Tribu independent       | Waho                                                             |

## Demografia
En 1996, 4.867 persones vivien en una tribu de la zona (2.606 homes i 2.261 dones, el 86,7% o 4.219 d'ells pertanyents a la tribu en qüestió, el 8,7% o 422 pertanyents a un una altra tribu i el 4,6% o 226 altres) i 2.172 persones van informar que pertanyen a un d'ells, però no hi resideixen (inclosos 984 homes i 1.188 dones). És una població jove, l'edat mitjana és d'uns 25 anys (24,9 per als residents, el 24,8 per als no residents). La taxa d'atur, encara en 1996, equival al 39,1% dels residents homes i 48,8% per als residents dones, i entre els no residents el 20,9% per als homes i 26,9% per a les dones.
Dels 3.218 habitants majors de 14 anys, només 4 van dir que no saben parlar francès (1 a la tribu d'Unia a Yaté, de llengua drubéa i 3 a la de Saint-Louis a Mont-Dore, parlen només tayo), 11 no saben pas llegir (2 a Yaté dont 1 à Unia i 1 a Waho, 7 a Mont-Dore dels que 5 a Saint-Louis, 1 a La Conception i 1 a l'île Ouen, i 2 de la tribu de Naniouni a Païta) i 15 no saben escriure (3 a Yaté dels que 1 a Unia, 1 a Waho i 1 a Touaourou, 9 a Mont-Dore, 1 a La Conception i 1 a l'île Ouen, 2 de la tribu de Naniouni a Païta i 1 a l'île des Pins de la tribu Gadji). I pels 1.474 no residents del mateix grup d'edat, 3 no parlaven francès, 9 no llegeixen i 11 no escriuen. La tribu més poblada és la de Saint-Louis a Mont-Dore, amb 1.168 habitants, i la menys poblada la d'Ouatchia a l'Île des Pins amb 13 residents.

## Consell d'Àrea i Senadors
Com totes les altres àrees tradicionals, Djubéa-Kaponé està representada per un consell assessor que pot deliberar sobre les qüestions de llengua, cultura i dret privat en matèria de caràcter tradicional. Inclou setanta-nou membres, entre ells vuit grans líders del districte que són membres nats, nomenats per un període de tres anys pels cacicats "pels hàbits i costums de la zona" sota el control dels consells d'ancians repartits:
- 4 per l'Île des Pins,
- 5 per l'Île Ouen,
- 5 per Goro,
- 10 per Touaourou,
- 8 per Unia,
- 21 per Païta d'ells:

- 7 pel Col de la Pirogue - Saint-Laurent,
- 10 per les tribus de N'Dé i Naniouni,
- 4 per Bangou,

- 19 per le districte de Le Pont-des-Français d'ells:

- 12 per Saint-Louis,
- 7 per La Conception,

- 7 pel districte de Mürare - Mont-Dore.

Nomena també per tres anys, el seu Consell Executiu, compost per 27 membres, entre ells un president, dos vicepresidents, un secretari i tresorer adjunt també substituït per un assistent i dos senadors de la zona. Una norma no oficial preveu que la Presidència del Consell de l'Àrea alterni en cada renovació entre un representant de parla djubéa i un de parla kaponé (numèè). L'actual president és, després del 19 de desembre de 2008, Vincent Kamoadji, representant de la xefatura de Saint-Louis i del districte de Le Pont-des-Français, de parla tayo (país djubéa). Els altres membres del consell, designats el 23 de gener de 2009 són:
- 1r} vicepresident : Victor Akapo (Touaourou, llengua truaùrù, país kaponé),
- 2n vicepresident : Eugène Togna (Pont-des-Français - La Conception, llengua djubéa),
- secretari : Roger Noraro (Mürare - Mont-Dore, llengua tayo, país djubéa),
- secretari adjunt : Roger Tara (Unia, llengua djubéa),
- tresorer : Marcel Païta (Païta - Col de la Pirogue - Saint-Laurent, llengua djubéa),
- tresorer adjunt : Eustache Vama (Goro, llengua truaùrù, país kaponé).

Els presidents del consell d'àrea, des de desembre 1999, han estat:
- desembre 1999 - desembre 2002: Clément Païta, gran cap de Païta (llengua djubéa),
- desembre 2002 - desembre 2008 (dos mandats) : Hilarion Vendégou, gran cap i alcalde Reagrupament-UMP de l'Île des Pins (llengua kwênyii, país kaponé),
- desembre 2008 - : Vincent Kamoadji (Pont-des-Français - Saint-Louis, llengua tayo, país djubéa).

El consell d'àrea és organitzat en sis comissions de sis membres cadascun (inclòs un president, un vicepresident i un relator), designat per l'Oficina en l'àmbit del Consell. S'encarrega de:
- la Comissió de Terres s'ocupa del cadastre tradicional, de la definició del règim, de la regulació i gestió de les terres tradicionals, la gestió de les zones marítimes afectades a les zones tradicionals i del seguiment del procés verbal de manteniment de paraula concernent a la terra o a les zones marítimes,
- La Comissió d'Estat Civil registra els naixements i morts de les persones amb estatut de dret tradicional i és competent en matèria d'estatut d'aquests i dels seus béns, el matrimoni tradicional, l'adopció i el seguiment dels processos verbals de manteniment de paraula.
- la Comissió de Dret i estructura tradicionals que s'ocupa dels procediments verbals de manteniment de paraula, de la designació de les autoritats tradicionals, la clarificació i la interpretació de les normes tradicionals, la mediació penal, aplicació i successió en els béns, la reglamentació tradicional, i el nomenament d'assessors tradicionals.
- la Comissió de Cultura s'ocupa d'afers relacionats amb els noms i protecció de llocs, l'estatut, aprenentatge i designació dels professionals de l'ensenyament de les llengües canac de la zona, la protecció del patrimoni cultural canac, dels drets d'autor i del desenvolupament de la cultura canac.
- la Comissió per al Desenvolupament i l'Economia s'ocupa de qüestions relatives al desenvolupament econòmic a les terres tradicionals, la protecció del medi ambient, dels arrendaments de la terra agrícola i no agrícola, els arrendaments per l'explotació econòmica de les zones marítimes a zones tradicionals, la supervisió del fons de garantia per a facilitar el finançament de projectes de desenvolupament en terres tradicionals, el seguiment de les relacions de les institucions tradicionals amb el Comitè consultiu sobre la mineria i la vigilància de l'explotació minera a l'àrea.
- la Comissió de Pressupost i Finances «encarregada principalment d'elaborar el projecte de pressupost del consell tradicional Djubéa-Kaponé en relació amb l'oficina i el secretari general».

El Consell d'Àrea designa, per un període de cinc anys (sis anys abans de 2005), dos representants de l'àrea, dins del Senat tradicional. De juliol de 1999 a agost de 2005 foren Vincent Akapo (Touaourou, llengua truaùrù, país kaponé) i Stanislas Gaïa (Païta - N'Dé - Naniouni, llengua djubéa). Després van ser reemplaçats per Christophe Gnibekan (districte de Mürare - Mont-Dore, llengua tayo) i Gabriel Païta (président del «Mouvement chiraquien des Démocrates-chrétiens», petit partit independentista de dreta, Païta - Col de la Pirogue - Saint-Laurent, llengua djubéa). El seu mandat s'estén fins a agost de 2010.